# Bernardino Telesio
Na Renascença houve um grande pensador Bernardino Telésio. Nasceu em 1509 em Cosenza (Itália), estudou especialmente em Pádua (Itália) e faleceu em 1588. A sua obra fundamental é “De rerum natura iuxta propria principia” que significa: “a nova naturalidade se ajusta aos próprios princípios” . O pensamento de Telésio representa uma sistematização do naturalismo da Renascença: a saber, uma tentativa para explicar a natureza mediante os princípios universais imanentes à mesma natureza.
“O mundo natural é constituído de matéria e de força. A matéria é homogênea, preenche o espaço (que existe antes da matéria) e é por si mesma inerte. A força anima, penetra, move, transforma continuamente toda a matéria.”
O intelecto é reduzido aos sentidos, bem como o conceito universal é reduzido à sensação. Como é naturalizado o pensamento, é também naturalizada a vontade, no sentido materialista e hedonista.
Entretanto, haveria no homem também uma alma que transcende a natureza e o mundo material, criada e infundida por Deus. Por consequência, o homem pode pensar e querer o supersensível, o eterno, e dominar com a vontade livre as tendências naturais. Desse modo, acima da ciência é posta e justificada a fé e a revelação.